# Gösta Lind
Gösta Abraham Lind, född den 12 juli 1898 i Norrköping, död den 5 september 1980 i Oscars församling, Stockholm, var en svensk jurist. Han var far till Johan Lind.
Lind avlade filosofie kandidatexamen vid Uppsala universitet 1920 och juris kandidatexamen 1923. Efter tingstjänstgöring 1923–1926 påbörjade han tjänstgöring i Svea hovrätt 1926. Lind blev hovrättsråd 1937 och revisionssekreterare 1939. Han var justitieråd 1948–1965, ordförande på avdelning i Högsta domstolen 1964–1965, ledamot av lagrådet 1954–1956, ordförande där 1965–1969. Lind var även vice ordförande i arbetsdomstolen 1943–1948 och tillförordnad justitiekansler under olika perioder. Han var styrelsordförande i Sveriges Privatanställdas Pensionskassa 1965–1974. Lind är begravd på Norra begravningsplatsen utanför Stockholm.

## Utmärkelser
- Kommendör med stora korset av Nordstjärneorden, 21 november 1958.[1]